# 丁鍾
丁鍾，河南永城人，清朝政治人物。举人出身。
乾隆四十二年署，擔任廣東廣州府永安縣知縣（現紫金縣知縣）。后由王世熏接任。